# Пена ин Теверина
Пена ин Теверина (итал. Penna in Teverina) је насеље у Италији у округу Терни, региону Умбрија.
Према процени из 2011. у насељу је живело 905 становника. Насеље се налази на надморској висини од 302 м.

## Становништво
Према резултатима пописа становништва 2011. у општини је живело 1.056 становника.
| 1931. | 1936. | 1951. | 1961. | 1971. | 1981. | 1991. | 2001. | 2011. |
| ----- | ----- | ----- | ----- | ----- | ----- | ----- | ----- | ----- |
| 1.051 | 1.116 | 1.123 | 1.050 | 852   | 926   | 1.006 | 1.045 | 1.056 |